# Aliena capella gerit distentius uber
 Aliena capella gerit distentius uber  лат. (изговор: алијена капела герит дистенцијус убер). Туђа коза носи пуније виме. (Хорације)

## Поријекло изрека
Ово је изрекао  у посљедњем вијеку старе ере  римски лирски пјесник Хорације.

## Изрека у српском језику
У српском језику се каже:„ Туђа коза пуна  лоја“.

## Тумачење
У природи човјека је да му се више свиђају туђе ствари.